# Paul Francis Knitter
Paul Francis Knitter, né le 25 février 1939 à Chicago, est un théologien américain. 

## Biographie
Knitter naît à Chicago. Ordonné prêtre catholique peu de temps après le Deuxième concile œcuménique du Vatican, il détient une licence depuis 1966 de l'Université pontificale grégorienne, ainsi qu'un doctorat depuis 1972 de l'Université de Marbourg. Knitter quitte la prêtrise en 1975 et devient professeur de théologie. 
En 1984, Knitter fait partie des 97 théologiens et religieux à avoir signé Une déclaration catholique sur le pluralisme et l'avortement, faisant appel au pluralisme ainsi qu'à une discussion au sein de l'Église catholique concernant la doctrine de l'Église catholique sur l'avortement. 

### Critique
Avec son ami et collègue, le philosophe protestant John Hick, Knitter est critiqué par le cardinal Joseph Ratzinger, alors préfet du Dicastère pour la Doctrine de la foi, qui deviendra le Pape Benoît XVI, pour "relativisme",,. Des affaires similaires sont relevées par d'autres théologiens. Catherine Cornille, répondant à l'affirmation de Knitter selon laquelle Jésus n'est pas le « seul » sauveur dans Jesus and the Other Names, commente : « Non seulement les points de vue religieux des différentes traditions sont parfois directement opposés ou mutuellement exclusifs, mais la prétention même à l’ultime d’une religion exclut nécessairement la véracité des prétentions des autres. » Robert Magliola critique le concept « d'un seul Esprit universel » proposé par Knitter, affirmant qu'il perpétue l'idée moderniste prônant l' « holisme égal » ou « ouverture d'esprit » (l' « idole moderne ») plutôt que la nature « irrégulière et asymétrique » de la réalité. Critiquant les points de vue de Knitter à propos de l'appartenance religieuse multiple, Joseph Bracken affirme que « dans la réflexion éthique, il faut commencer par la reconnaissance de l'altérité de l'Autre » plutôt que par « la méditation soutenue de soi-même sur sa responsabilité morale envers les autres » : 
Dans une critique de Jesus and Buddha: Friends in Conversation, Magliola critique le débat de Knitter et Haight concernant la possibilité d'être à la fois catholique et bouddhiste :
« Le bouddhisme Mahayana affirme que la doctrine des deux vérités, la vérité mondaine et la vérité ultime, sont mystiquement identiques, c'est-à-dire que « la forme est la vacuité et la vacuité est la forme ». Le catholicisme, pour sa part, affirme la présence de Dieu en toute chose par « l'essence, la présence et la puissance », mais la matière et la forme ne sont jamais considérées comme absolument identiques. Par conséquent, concernant l'Ultime, l'affirmation mahayaniste au sujet de l'identité absolu (via le Dharmakāya), ainsi que le rejet catholique de l'identité absolu (à n'importe quel niveau ou degré) sont deux doctrines se contredisant irréductiblement. »

### Thèse
- (en) Paul Francis Knitter, « Towards a Protestant Theology of Religions » [« Vers une théologie protestante des religions »], Marburger Theologische Studien, vol. 11,‎ 1974

### Ouvrages
- (en) Paul Francis Knitter, No Other Name? : A Critical Survey of Christian Attitudes Toward the World Religions, Orbis Books, 1985, 304 p. (ISBN 978-0-883-44347-7)
- (en) Paul Francis Knitter, Faith Religion and Theology : A Contemporary Introduction [« Foi, religion et théologie - Une introduction contemporaine »], 1989, 388 p. (ISBN 978-0-896-22415-5)
- (en) Paul Francis Knitter, Buddhist Emptiness and Christian Trinity : Essays and Explorations [« La vacuité bouddhiste et la Trinité chrétienne – Essais et recherches »], 1990 (ISBN 978-0-809-13131-0)
- (en) Paul Francis Knitter et John B. Cobb, Death or Dialogue? : From the Age of Monologue to the Age of Dialogue [« Mort ou dialogue ? - De l'âge du monologue à l'âge du dialogue »], Trinity Press International, 1990, 160 p. (ISBN 978-0-334-02445-3)
- (en) Paul Francis Knitter, Pluralism and Oppression : Theology in World Perspective [« Pluralisme et oppression – La théologie dans une perspective mondiale »], University Press of America, 1990, 290 p. (ISBN 978-0-819-17904-3)
- (en) Paul Francis Knitter, One Earth Many Religions : Multifaith Dialogue and Global Responsibility [« Une Terre, plusieurs religions - Dialogue multiconfessionnel et responsabilité mondiale »], Orbis Books, 1995, 250 p. (ISBN 978-1-570-75037-3)
- (en) Paul Francis Knitter, Jesus and the Other Names : Christian Mission and Global Responsibility [« Jésus et les autres noms - Mission chrétienne et responsabilité mondiale »], Orbis Books, 1996, 160 p. (ISBN 9781570750533)
- (en) Paul Francis Knitter, Introducing Theologies of Religion [« Introduction aux théologies de la religion »], Orbis Books, 2002, 256 p. (ISBN 9781570754197)
- (en) Paul Francis Knitter et Chandra Muzaffar, Subverting Greed : Religious Perspectives on the Global Economy [« Subvertir la cupidité – Perspectives religieuses sur l'économie mondiale »], Orbis Books, 2002, 192 p. (ISBN 9781570754463)
- (en) Paul Francis Knitter, The Myth of Religious Superiority [« Le mythe de la supériorité religieuse »], Orbis Books, 2005, 224 p. (ISBN 9781570756276)
- (en) Paul Francis Knitter, Without Buddha I Could Not be a Christian [« Sans Bouddha, je ne pourrais pas être chrétien »], Oneworld Publications, 2009, 304 p. (ISBN 9781851686735)